# Crkva sv. arkanđela Gabriela u Bršadinu
Crkva sv. arkanđela Gabriela u Bršadinu u Hrvatskoj je pravoslavna crkva, u sastavu Osječkopoljske i baranjske eparhije Srpske pravoslavne crkve, a koja je posvećena sv. arkanđelu Gabrielu.

## Povijest
Prema zapisima iz 1733. godine, spominje se skromna drvena crkva koja je bila "stara i trošna". Nju je sredinom 18. stoljeća zamijenila nova crkva koju je 1. siječnja 1790. godine posvetio episkop pakrački Sofronije Jovanović.